# Franciszkowice
Franciszkowice (niem. Franzdorf, Franzfeld) – część wsi Międzyrzecze Dolne w Polsce, w województwie śląskim, w powiecie bielskim, w gminie Jasienica. Położona jest w północnej części sołectwa, przy granicy z Ligotą.

## Historia
Kolonia została założona przez księcia bielskiego Franciszka Sułkowskiego, od którego wzięła swą nazwę. W opisie Śląska Cieszyńskiego autorstwa Reginalda Kneifla z 1804 Franzdorf oder Franzfeld miało 24 domy i 200 mieszkańców posługujących się zarówno językiem niemieckim (zobacz Bielsko-bialska wyspa językowa) jak i śląsko-polskim językiem
Niemiecka nazwa występuje do połowy XIX wieku, np. Colonie Franzfeld (1836), później występuje przeważnie pod patronimiczną nazwą polską Franciszkowice. Administracyjnie kolonia podległa była gminie Międzyrzecze Dolne, pod względem kościelny do Międzyrzecza Górnego.
Według austriackiego spisu ludności z 1910 w 36 budynkach we Franciszkowicach mieszkało 260 osób, z czego wszyscy byli polskojęzyczni, 185 (71.2%) było katolikami a 75 (28.8%) ewangelikami.
W latach 1975–1998 Franciszkowice położone były w województwie bielskim.